# 平慶
平慶（?—?），為中國清朝官員，本籍滿洲。他於1830年（道光10年）奉旨擔任按察使銜分巡台灣兵備道，為台灣清治時期這階段的地方統治者。
| 前任： 鄧傳安 | 按察使銜分巡台灣兵備道 1830年上任 | 繼任： 周凱 |